# Eugenio Jiménez Corera
Eugenio Jiménez Corera (Pamplona, 1848 – Madrid, 1910) va ser un arquitecte espanyol.
El 1879 es va titular com a arquitecte a Madrid. És conegut pel seu estil neomudéjar en la construcció d'alguns edificis a Madrid. L'Església de San Fermín de los Navarros és una de les primeres obres de Jiménez Corera (després de la mort de Velasco Peinado el 1888).

## Obra
- L'Església de San Fermín de los Navarros, edifici neomudéjar projectat el 1886 per Eugenio Jiménez i Carlos Velasco Peinado, i construït entre 1886 i 1890 a l'actual passeig d'Eduardo Dato (núm. 10),[4] a Chamberí.
- El parc de desinfecció del carrer Bravo Murillo.
- Fàbrica de cerveses El Águila, el 1900. (actual Biblioteca Regional Joaquín Leguina).
- L'Hotel per al Duc d'Aliaga.